# Tim Johnson
Peter Timothy "Tim" Johnson (28 de dezembro de 1946 – 8 de outubro de 2024) foi um advogado e político norte-americano, sendo senador pelo Dakota do Sul e membro do Partido Democrata.

## Infância e carreira
Tim frequentou a escola em Canton (Dacota do Sul), onde se graduou na High School em 1965. Em seguida, frequentou a Universidade de Dakota do Sul a USD. Em 1975, Tim começou a exercer advocacia privada em Vermillion. Três anos mais tarde, em 1978, Tim foi eleito para a Câmara dos Deputados de Dakota do Sul, e mais tarde foi reeleito.
Foi eleito para a Câmara dos Representantes em 1986 com quase 60 por cento dos votos. Durante seu primeiro mandato no Congresso, Tim recebeu prêmios nacionais pela União Nacional de Agricultores e veteranos americanos. Tim atuou como deputado de Dakota do Sul por cinco mandatos, antes de ser eleito para o Senado, em 5 de novembro de 1996. Desde essa época, Tim foi reeleito duas vezes, em 2002 e novamente em 2008.
Morreu em 8 de outubro de 2024, aos 77 anos, devido a complicações de um acidente vascular cerebral.